# 산욕열
산욕열(産褥熱, puerperal fever)은 출산 또는 유산 이후 여성의 생식 기관이 감염되어 일어나는 현상이다. 섭씨 38도 이상의 고열에 시달리며, 적절한 치료를 받지 않을 경우 생명이 위험하다.
산욕열은 역사적으로 치명적인 질병이었다. 산욕열의 주된 원인은 살균되지 않은 의료기구 또는 의료인력이 산모의 생식기에 접촉함으로써 발생하는 패혈증이다. 또는 요도를 통한 감염, 모유 수유를 통한 감염도 가능하다.
위생관념의 발달로 서방세계에서는 거의 박멸된 질병이며, 드물게 발생한다고 해도 항생제로 쉽게 완치가 가능하다.

## 같이 보기
- 생명과학 대사전
- 이그나즈 제멜바이스(1818~1865)